# Línea M-120 (Campo de Gibraltar)
La Línea M-120 es una ruta de transporte público en autobús del Consorcio de Transporte Metropolitano del Campo de Gibraltar. Une Algeciras y La Línea de la Concepción, a través de los términos municipales de Los Barrios y San Roque. Con 72 vehículos al día en jornadas laborables, es la ruta más activa del Consorcio, dando servicio a más de 200.000 habitantes. El 42% del tráfico de viajeros de todo el consorcio es cubierto por esta línea.
En su recorrido alrededor de la Bahía de Algeciras, recorre la antigua travesía de la ciudad con seis paradas dentro del término municipal algecireño: la Estación de autobuses San Bernardo, la Plaza de Andalucía, La Charca, la Fuente del Milenio y las barriadas de La Granja y El Rinconcillo, al norte de la ciudad.
El autobús continúa su trayecto en el término municipal de Los Barrios por los polígonos industriales y centros comerciales de Palmones, Los Cortijillos, Las Marismas y Guadacorte, para pasar posteriormente por varios núcleos de población de San Roque: Taraguilla, Miraflores, San Roque Centro (parada en el cruce del Toril) y Campamento. Termina su recorrido con tres paradas en La Línea de la Concepción; la última en la estación de autobuses, a escasos metros del centro de la ciudad y de la frontera con Gibraltar.
Se han puesto en marcha cuatro autobuses directos al día entre La Línea y Algeciras en los días laborables, sumándose a los actuales de ruta cada media hora.